# Tratatul de la Paris (1814)
Tratatul de la Paris, semnat la 30 mai 1814, a pus capăt războiului dintre Franța și Coaliția a șasea, parte a războaielor napoleoniene, în urma unui armistițiu semnat la 23 aprilie între Charles, Contele de Artois și aliați. Tratatul a stabilit granițele Franței sub Casa de Bourbon și a restaurat teritoriile altor națiuni. Uneori este numită Prima pace de la Paris, după cum a urmat o alta în 1815.

## Context
Războaiele napoleoniene reprezintă o serie de războaie globale purtate în timpul domniei lui Napoleon Bonaparte în Franța (1799 – 1815). Într-o oarecare măsură, aceste conflicte reprezintă o continuare a războaielor declanșate de Revoluția franceză din 1789, fiind continuate la rândul lor de cele ale regimului celui de-al doilea Imperiu francez din 1852 - 1870. Aceste războaie au revoluționat armatele europene, precum și tehnicile și sistemele militare și au avut loc la o scară nemaiîntâlnită până în acel moment, în special datorită aplicării sistemului mobilizării generale. Puterea francezilor a crescut rapid, ei reușind să cucerească cea mai mare parte a Europei. Înfrângerea lor a fost la fel de rapidă, începând cu 1812, Imperiul napoleonian fiind în cele din urmă învins definitiv, ceea ce a dus la restaurarea dinastiei Bourbon în 1814.
Nu există un consens printre istorici privind momentul în care s-au încheiat războaiele revoluționare franceze și au început războaiele napoleoniene. Un astfel de moment poate fi considerat data de 18 Brumar (7 noiembrie) 1799, când Napoleon a preluat puterea. O altă dată posibilă poate fi considerată aceea a izbucnirii războiului cu Regatul Unit al Marii Britanii și Irlandei, din 1803, care a urmat efemerei păci de la Amiens din 1802. Războaiele napoleoniene au luat sfârșit la 20 noiembrie 1815, după înfrângerea lui Napoleon la Waterloo și după semnarea celui de-al doilea tratat de la Paris. Perioada aproape continuă de război din 20 aprilie 1792 până la 20 noiembrie 1815 este denumită uneori Marele război francez.